# پوشش سلول
پوشش سلول یا غلاف سلول (انگلیسی: Cell envelope) متشکل از غشای سلولی و دیواره سلول است. در باکتری گرم-منفی، یک غشای خارجی دیگر هم وجود دارد. در شبه‌باکتری‌ها (Mollicutes) این پوشش سلولی موجود نیست.
پوشش سلولی باکتری‌ها به دو نوع اصلی تقسیم می‌شود: نوعِ گرم-مثبت و نوعِ گرم-منفی که با روش رنگ‌آمیزی گرم از یکدیگر متمایز می‌گردند. هر کدام از انواع یاد شده، ممکن است یک پوشینه احاطه‌کنندهٔ چندقندی نیز داشته باشند که کارش محافظت از باکتری است. این باکتری‌ها را «باکتری‌های احاطه‌شده توسط کپسول پلی‌ساکاریدی» می‌نامند.

## عملکرد
همچون جانداران دیگر، دیواره سلول باکتری‌ها نیز یک‌پارچگی و قوام ساختاری سلول را فراهم می‌آورد. در پروکاریوت‌ها، وظیفهٔ اصلی این دیواره، محافظت در برابر آماسیدگی درونی است که ناشی از غلظت بیشتر پروتئین‌ها و مولکول‌های دیگر در درون سلول (نسبت به بیرون آن) است. آنچه دیوارهٔ سلولی باکتری‌ها را از سایر جانداران متمایز می‌کند، وجود مادهٔ پپتیدوگلیکان (پُلی-N-استیل‌گلوکزآمین و ان-استیل‌مورامیک اسید) است که در بیرون غشای سلولی واقع شده‌است. همین پپتیدوگلیکان است که سبب سختی دیواره سلول و تعیین شکل ظاهری آن می‌گردد. این ماده دارای خلل و فرج است و برای مولکول‌های کوچک، سد تراوایی محسوب نمی‌شود. با آنکه دیوارهٔ سلولی بیشترِ باکتری‌ها، بجز چند استثنا نظیر مایکوپلاسماها که انگل‌های درون‌سلولی هستند، دارای پپتیدوگلیکان است، اما تمامی اینها ساختار دیواره‌ای مشابه ندارند.

## انواع

### دیوارهٔ سلولی گرم مثبت

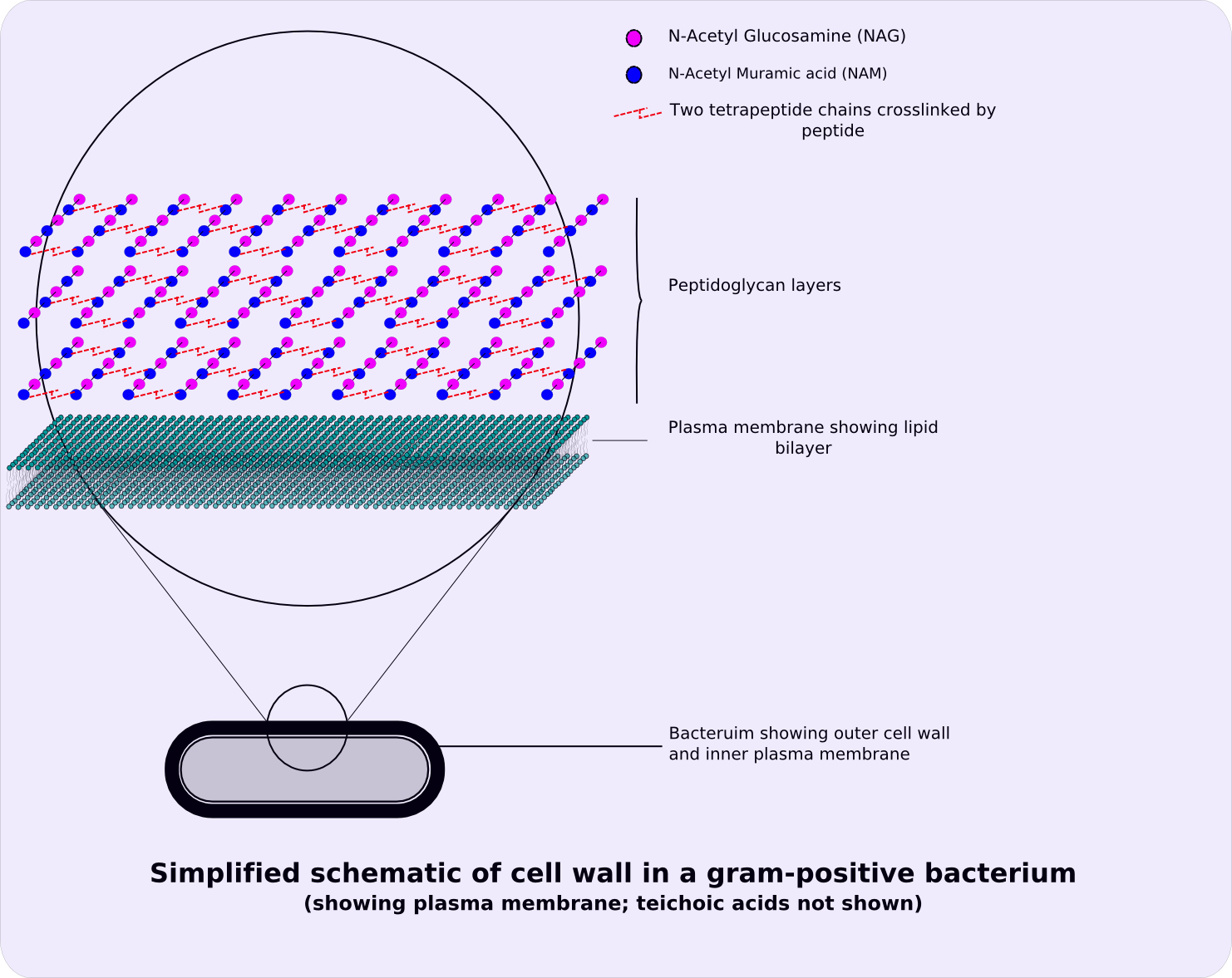
طرح‌واره‌ای از دیوارهٔ سلولی باکتری گرم-مثبت که آرایش N-استیل‌گلوکزآمین و ان-استیل‌مورامیک اسید را نشان می‌دهد. در اینجا تیکوئیک اسید نشان داده نشده است.

دیوارهٔ سلول گرم مثبت‌ها یک لایهٔ پپتیدوگلیکان بسیار ضخیم دارد که رنگ کریستال ویوله را به خود می‌گیرد و به صور انحصاری در اکتینوباکترها و فیرمیکوت‌ها یافت می‌شود. البته باکتری‌های گروه دینوکوکوس-ترموس هم ممکن است چنین خصوصیتی را هنگام رنگ‌آمیزی گرم از خود نشان دهند اما برخی خصوصیات ساختمانی دیوارهٔ سلولی گرم منفی‌ها را نیز دارا هستند. در درون دیوارهٔ سلولی گرم مثبت‌ها، نوعی پلی‌الکل به نام تیکوئیک اسید وجود دارد که گاهی به چربی متصل شده و لیپوتیکوئیک اسید را می‌سازند. تیکوئیک اسید به سبب حضور پیوندهای پیوند فسفودی‌استر میان مونومرهای تیکوئیک اسید، به دیوارهٔ سلول یک بار الکتریکی منفی می‌دهد.
در خارج دیوارهٔ سلولی، بسیاری از گرم مثبت‌ها یک لایه سطحی پروتئینی دارند. این لایهٔ سطحی به ایجاد بیوفیلم‌ها کمک می‌کند. در بیرون لایهٔ سطحی، اغلب یک پوشینه چندقندی موجود است که باکتری را در برابر بیگانه‌خواری محافظت می‌کند. در محیط‌های کشت آزمایشگاهی، لایهٔ سطحی و کپسول طی فرایند تکامل واگشتی، از بین می‌رود.

### دیوارهٔ سلولی گرم منفی

طرح‌واره‌ای از دیوارهٔ سلولی باکتری گرم-منفی که نحوهٔ آرایش N-استیل‌گلوکزآمین و ان-استیل‌مورامیک اسید و همچنین غشاء بیرونی حاوی لیپوپلی‌ساکارید را نشان می‌دهد.

دیوارهٔ سلول گرم منفی‌ها یک لایهٔ پپتیدوگلیکان در مجاورت غشای سلولی دارد که نازک‌تر از لایهٔ مشابه در گرم مثبت‌هاست و به همین دلیل بر اثر تماس با الکل، رنگ کریستال ویوله باقی نمی‌ماند و شسته می‌شود. علاوه بر لایهٔ پپتیدوگلیکانی، گرم منفی‌ها یک لایهٔ بیرونی فسفولیپیدی و لیپوپلی‌ساکاریدی هم دارد که در معرض محیط خارج است. بار الکتریکی لیپوپلی‌ساکارید در مجموع منفی است و در ساختار شیمیایی‌اش بر حسب نوع و زیرگروه باکتری متفاوت است. همین لایه است که مسئول خواص آنتی‌ژنی این دسته از باکتری‌هاست.
بخش لیپیدی غشای سلولی خارجی، که یک غشاء دولایه لیپیدی است، نسب به نفوذ مولکول‌های باردار غیرقابل نفوذ است. با این حال، سوراخ‌هایی در غشای سلولی خارجی وجود دارد که اجازهٔ عبور و انتقالِ منفعلِ (پاسیو) یون‌ها، شکر و اسیدهای آمینه را می‌دهد. این مولکول‌ها در پریپلاسم جای می‌گیرند (ناحیهٔ میان غشای پلاسمایی و غشای بیرونی). پریپلاسم حاوی پپتیدوگلیکان و پروتئین‌های فراوانی است که مسئول اتصال به سوبسترا یا هیدرولیز و دریافت پیام‌های خارج سلولی هستند. تصور بر آن است که پریپلاسم به سبب وجود این پروتئین‌ها و پپتیدوگلیکان، حالتی ژل‌مانند (و نه مایع) دارد.
در طبیعت، بسیاری از گرم منفی‌های غیر پرورشی، لایه سطحی و پوشینه هم دارند، اما گرم منفی‌های آزمایشگاهی فاقد آن هستند.

### مایکوباکتریوم‌ها (باکتری‌های اسید-فاست)
پوشش سلولی مایکوباکتریوم‌ها با آنچه در گرم مثبت‌ها و گرم منفی‌ها دیده می‌شود، متفاوت است. پوشش سلولی مایکوباکتریوم غشای خارجی گرم منفی‌ها را ندارد، اما یک دیوارهٔ قابل ملاحظه‌ای از «پپتیدوگلیکان-آرابینوگالاکتان-مایکولیک اسید» دارند که یک سد تراوایی ایجاد می‌کند. در نتیجه یک محفظهٔ «پریپلاسم کاذب» بین غشا سیتوپلاسمی و این سد بیرونی به‌وجود می‌آید. ماهیت این محفظه چندان مشخص نیست. باکتری‌های رنگ‌آمیزی اسید فاست نظیر مایکوباکتریوم در اثر حضور اسید بی‌رنگ نمی‌شوند. رایج‌ترین رنگ‌آمیزی به‌کار رفته برای این دسته از باکتری‌ها، «رنگ‌آمیزی زیل-نیلسن» است که طی آن این باکتری‌ها به رنگ قرمز روشن در می‌آیند و به خوبی در یک پس‌زمینهٔ آبی قابل مشاهده‌اند.

### باکتری‌های فاقد دیوارهٔ سلولی
باکتری‌های درون‌سلولی اجباری از خانوادهٔ «کلامیدیاسه»، مورفولوژی منحصربه‌فردی دارند، چرا که پپتیدوگلیکان چندانی در دیواره‌شان ندارند. با این حال، انواع خارج‌سلولی این باکتری‌ها که گرم منفی هستند، یکپارچگی ساختمانی خود را به سبب پیوندهای متقاطع دی‌سولفیدی در لایهٔ پروتئینی غنی از سیستئین حفظ می‌کنند. نظیر گرم منفی‌ها، این لایه میان غشاء سیتوپلاسمی و لایهٔ بیرونی قرار دارد. در انواع درون‌سلولی، چون این پیوندهای دی‌سولفیدی موجود نیست، باکتری‌ها آسیب‌پذیر و شکننده هستند.
شبه‌باکتری‌ها (mollicutes) نیز دیوارهٔ سلولی ندارند. مهمترین [باکترهایی بیماری‌زا در این گروه، مایکوپلاسما و اوره‌پلاسما هستند.
باکتری‌های ال-شکل، دسته‌ای از باکتری‌های فاقد دیواره سلولی هستند که از باکتری‌های دیواره‌دار نشأت گرفته‌اند.